# 엠넷 아시안 뮤직 어워드
마마 어워즈(영어: MAMA AWARDS)는 CJ E&M의 주최로 진행되는 대한민국의 최대 음악 시상식이다. 마마(MAMA)가 엠넷 아시안 뮤직 어워즈(Mnet Asian Music Awards)의 줄임말이기에 마마(MAMA)로만 쓰는 것이 바른 표현이다.

## 역사와 명칭

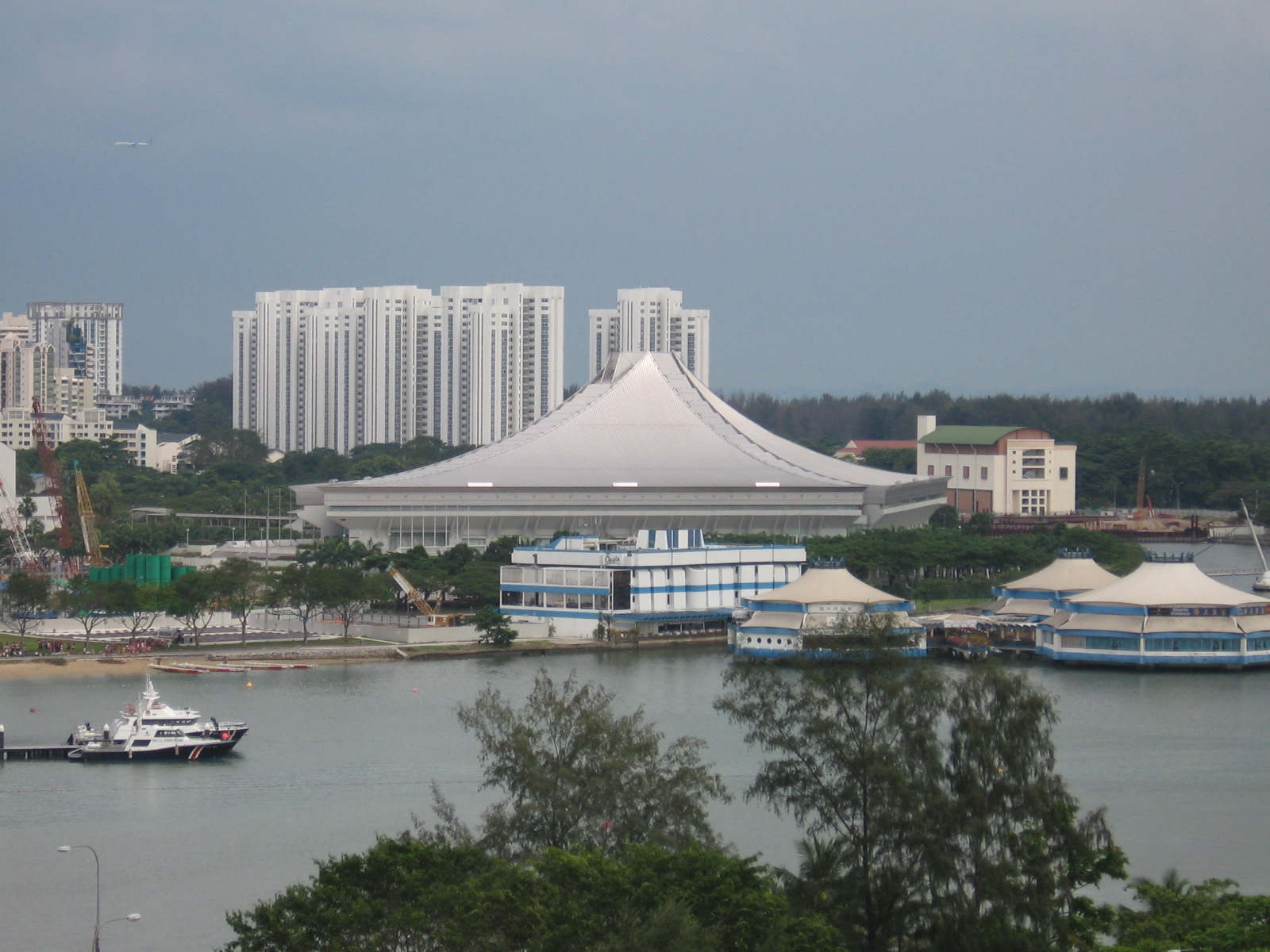
2011년 MAMA가 열린 싱가포르의 싱가포르 인도어 스타디움

Mnet Asian Music Awards(MAMA, 마마 혹은 엠에이엠에이) 시상식이 처음으로 개최된 1999년에는 현재의 이름이 아닌 엠넷 주최의 뮤직 비디오 시상식인 "M.net 영상 음악 대상"이었다. 또한 같은 기업의 케이블 음악 채널 KMTV에서는 "코리안 뮤직 어워드"라는 이름으로 시상식을 매년 개최하고 있었다. 그 후 2000년부터는 "M.net 뮤직 비디오 페스티벌"로 명칭을 바꾸어 시상식을 개최하였다.
2004년에 개최된 6회부터는 비슷한 성격을 가진 두 시상식이 하나로 통합되면서 "M.net KM 뮤직 비디오 페스티벌"이라는 이름으로 개최를 시작했다. 2년 후인 2006년 8회부터는 뮤직 비디오가 아닌 대중 음반 전반에 대한 시상식을 하기 위해 "M.net KM 뮤직 페스티벌"(자칭 MKMF)이라는 이름으로 변경하여 개최하였다.
2009년부터는 "M.net KM 뮤직 페스티벌"을 전격 폐지하고 "M.net 아시안 뮤직 어워드"라는 이름의 새로운 시상식을 개최하기 시작했다. 2010년에는 최초로 장소를 해외로 옮겨 마카오 베네치안 리조트에서 개최하였고, 2012년부터 2016년까지는 5년 연속으로 홍콩 아시아 월드 엑스포 아레나에서 개최하였다.
2017년부터는 처음으로 베트남 호찌민 시 호아빈 시어터, 일본 요코하마시 요코하마 아레나, 홍콩 아시아 월드 엑스포 아레나에서 개최하였다.
2022년에는 K-POP의 영향력이 아시아에서 글로벌로 확대되는 등 글로벌 음악 시장 변화에 맞춰 MAMA AWARDS로 리브랜딩한다고 발표했다.

## 개최지
| 연도 | 일자                | 도시                     | 국가     | 장소                     | 진행자(호스트) | 출처  |
| ---- | ------------------- | ------------------------ | -------- | ------------------------ | -------------- | ----- |
| 1999 | 11월 27일           | 서울                     | 대한민국 | 유니버설 아트센터        | 최할리         | [ 1 ] |
| 2000 | 11월 24일           | 서울                     | 대한민국 | 유니버설 아트센터        | 차태현, 김현주 | [ 1 ] |
| 2001 | 11월 23일           | 서울                     | 대한민국 | 유니버설 아트센터        | 차태현, 송혜교 | [ 1 ] |
| 2002 | 11월 29일           | 서울                     | 대한민국 | 유니버설 아트센터        | 신동엽, 김정은 | [ 1 ] |
| 2003 | 11월 27일           | 서울                     | 대한민국 | 경희대학교 평화의 전당   | 차태현, 성유리 | [ 1 ] |
| 2004 | 12월 4일            | 서울                     | 대한민국 | 경희대학교 평화의 전당   | 신동엽, 김정은 | [ 1 ] |
| 2005 | 11월 27일           | 서울                     | 대한민국 | 올림픽 공원 체조경기장   | 신동엽, 김아중 | [ 1 ] |
| 2006 | 11월 25일           | 서울                     | 대한민국 | 올림픽 공원 체조경기장   | 신동엽, 김옥빈 | [ 1 ] |
| 2007 | 11월 17일           | 서울                     | 대한민국 | 잠실실내체육관           | 신동엽, 이다해 | [ 1 ] |
| 2008 | 11월 15일           | 서울                     | 대한민국 | 잠실실내체육관           | 비             | [ 1 ] |
| 2009 | 11월 21일           | 서울                     | 대한민국 | 잠실실내체육관           | 타이거 JK      | [ 1 ] |
| 2010 | 11월 28일           | 마카오                   | 마카오   | 베니션 마카오            | -              | [ 2 ] |
| 2011 | 11월 29일           | 싱가포르                 | 싱가포르 | 싱가포르 실내 체육관     | 이병헌         | -     |
| 2012 | 11월 30일           | 홍콩                     | 홍콩     | 홍콩 컨벤션 센터         | 송중기         | -     |
| 2013 | 11월 22일           | 아시아월드 엑스포 아레나 | 이승기   | -                        |                |       |
| 2014 | 12월 3일            | 아시아월드 엑스포 아레나 | 송승헌   | -                        |                |       |
| 2015 | 12월 2일            | 아시아월드 엑스포 아레나 | 싸이     | -                        |                |       |
| 2016 | 12월 2일            | 아시아월드 엑스포 아레나 | 이병헌   | -                        |                |       |
| 2017 | 11월 25일           | 호찌민 시                | 베트남   | 호아빈 씨어터            | 투민           | -     |
| 2017 | 11월 29일           | 요코하마시               | 일본     | 요코하마 아레나          | 박보검         | [ 3 ] |
| 2017 | 12월 1일            | 홍콩                     | 홍콩     | 아시아월드 엑스포 아레나 | 송중기         | [ 3 ] |
| 2018 | 12월 10일           | 서울                     | 대한민국 | 동대문 디자인 플라자     | 정해인         |       |
| 2018 | 12월 12일           | 사이타마시               | 일본     | 사이타마 슈퍼 아레나     | 박보검         |       |
| 2018 | 12월 14일           | 홍콩                     | 홍콩     | 아시아월드 엑스포 아레나 | 송중기         |       |
| 2019 | 12월 4일            | 나고야시                 | 일본     | 나고야돔                 | 박보검         |       |
| 2020 | 12월 6일            | 파주시                   | 대한민국 | CJ E&M 콘텐츠 월드       | 송중기         | [ 4 ] |
| 2021 | 12월 11일           | 파주시                   | 대한민국 | CJ E&M 콘텐츠 월드       | 이효리         |       |
| 2022 | 11월 29일 11월 30일 | 오사카시                 | 일본     | 오사카 돔                | 전소미 박보검  |       |
| 2023 | 11월 28일 11월 29일 | 도쿄                     | 일본     | 도쿄 돔                  | 전소미 박보검  |       |
| 2024 | 11월 21일           | 로스앤젤레스             | 미국     | 돌비극장                 | 박보검         |       |
| 2024 | 11월 22일 11월 23일 | 오사카시                 | 일본     | 오사카 돔                | 김태리         |       |
| 2025 | 11월 28일 11월 29일 | 홍콩                     | 홍콩     | 카이탁 스타디움          |                |       |

- 최다 진행자
  - 박보검 (6회, 2017-2019, 2022-2024)
  - 신동엽 (5회, 2002, 2004-2007)
  - 송중기 (4회, 2012, 2017-2018, 2020)
  - 차태현 (3회, 2000-2001, 2003)
  - 김정은 (2회, 2002, 2004)
  - 이병헌 (2회, 2011, 2016)
  - 전소미 (2회, 2022-2023)

- 최소 진행자
  - 최할리 (1회, 1999)
  - 김현주 (1회, 2000)
  - 송혜교 (1회, 2001)
  - 성유리 (1회, 2003)
  - 김아중 (1회, 2005)
  - 김옥빈 (1회, 2006)
  - 이다해 (1회, 2007)
  - 비 (1회, 2008)
  - 타이거 JK (1회, 2009)
  - 이승기 (1회, 2013)
  - 송승헌 (1회, 2014)
  - 싸이 (1회, 2015)
  - 투민 (1회, 2017)
  - 정해인 (1회, 2018)
  - 이효리 (1회, 2021)
  - 김태리 (1회, 2024)

## 시상 부문
(2024년 시상 부문 기준)

### 대상
- 올해의 노래상
- 올해의 가수상
- 올해의 앨범상
- 올해의 월드와이드 아이콘상

### 가수별
- 남자 가수상
- 여자 가수상
- 남자 그룹상
- 여자 그룹상
- 남자 신인상
- 여자 신인상

### 장르별
- 베스트 댄스 퍼포먼스 솔로
- 베스트 댄스 퍼포먼스 남자 그룹
- 베스트 댄스 퍼포먼스 여자 그룹
- 베스트 보컬 퍼포먼스 남자 솔로
- 베스트 보컬 퍼포먼스 여자 솔로
- 베스트 보컬 퍼포먼스 그룹
- 베스트 밴드 퍼포먼스
- 베스트 힙합 & 어반 뮤직
- 베스트 유닛

### 특별상
- 베스트 OST
- 베스트 뮤직비디오

## 역대 대상
| 회차 | 연도   | 수상자                                          | 수상자                                | 수상자 |
| 회차 | 연도   | 최우수 작품상                                   | 최고 인기 뮤직비디오상                |        |
| ---- | ------ | ----------------------------------------------- | ------------------------------------- | ------ |
| 1    | 1999년 | 이승환 - 당부                                   | H.O.T. - 아이야! (시청자 최고 인기상) |        |
| 2    | 2000년 | 조성모 - 아시나요                               | H.O.T. - Outside Castle               |        |
| 3    | 2001년 | 왁스 - 화장을 고치고                            | god - 거짓말                          |        |
| 4    | 2002년 | 조PD - My Style                                 | 보아 - No.1                           |        |
| 5    | 2003년 | 빅마마 - Break away                             | 이효리 - 10 Minutes                   |        |
| 6    | 2004년 | 보아 - My Name                                  | 비 - It's Raining                     |        |
| 7    | 2005년 | 드렁큰타이거 - 소외된 모두, 왼발을 한 보 앞으로 | 동방신기 - Rising Sun                 |        |

- 2006년부터 올해의 노래상, 올해의 가수상, 올해의 앨범상 3개 부문 수상으로 바뀌었다.

| 회차 | 연도   | 수상자                        | 수상자        | 수상자                              |
| 회차 | 연도   | 올해의 노래상                 | 올해의 가수상 | 올해의 앨범상                       |
| ---- | ------ | ----------------------------- | ------------- | ----------------------------------- |
| 8    | 2006년 | SG 워너비 - 내 사람           | 동방신기      | SG 워너비 - The 3rd Masterpiece     |
| 9    | 2007년 | 빅뱅 - 거짓말                 | 슈퍼주니어    | 에픽하이 - Remapping the Human Soul |
| 10   | 2008년 | 원더걸스 - Nobody             | 빅뱅          | 동방신기 - MIROTIC                  |
| 11   | 2009년 | 2NE1 - I Don't Care           | 2PM           | 지드래곤 - Heartbreaker             |
| 12   | 2010년 | 미쓰에이 - Bad Girl Good Girl | 2NE1          | 2NE1 - To Anyone                    |
| 13   | 2011년 | 2NE1 - 내가 제일 잘 나가      | 소녀시대      | 슈퍼주니어 - Mr. Simple             |
| 14   | 2012년 | 싸이 - 강남스타일             | 빅뱅          | 슈퍼주니어 - Sexy, Free & Single    |
| 15   | 2013년 | 조용필 - Bounce               | 지드래곤      | EXO - XOXO                          |
| 16   | 2014년 | 태양 - 눈, 코, 입             | EXO           | EXO - 중독 (Overdose)               |
| 17   | 2015년 | 빅뱅 - 뱅뱅뱅                 | 빅뱅          | EXO - EXODUS                        |
| 18   | 2016년 | 트와이스 - CHEER UP           | 방탄소년단    | EXO - EX'ACT                        |
| 19   | 2017년 | 트와이스 - SIGNAL             | 방탄소년단    | EXO - The War                       |

- 2018년부터 Worldwide Icon Of The Year도 추가되어 4개 부문 수상으로 바뀌었다.

| 회차 | 연도   | 수상자                           | 수상자        | 수상자                                 | 수상자                     |
| 회차 | 연도   | 올해의 노래상                    | 올해의 가수상 | 올해의 앨범상                          | Worldwide Icon Of The Year |
| ---- | ------ | -------------------------------- | ------------- | -------------------------------------- | -------------------------- |
| 20   | 2018년 | 트와이스 - What Is Love?         | 방탄소년단    | 방탄소년단 - LOVE YOURSELF 轉 'Tear'   | 방탄소년단                 |
| 21   | 2019년 | 방탄소년단 - 작은 것들을 위한 시 | 방탄소년단    | 방탄소년단 - MAP OF THE SOUL : PERSONA | 방탄소년단                 |
| 22   | 2020년 | 방탄소년단 - Dynamite            | 방탄소년단    | 방탄소년단 - MAP OF THE SOUL : 7       | 방탄소년단                 |
| 23   | 2021년 | 방탄소년단 - Butter              | 방탄소년단    | 방탄소년단 - BE                        | 방탄소년단                 |
| 24   | 2022년 | IVE - LOVE DIVE                  | 방탄소년단    | 방탄소년단 - Proof                     | 방탄소년단                 |
| 25   | 2023년 | NewJeans - Ditto                 | NewJeans      | 세븐틴 - FML                           | 방탄소년단                 |
| 26   | 2024년 | aespa - Supernova                | 세븐틴        | 세븐틴 - SEVENTEENTH HEAVEN            | 지민                       |
| 27   | 2025년 |                                  |               |                                        |                            |

## 역대 시상식

### 1회
- 개최: 1999년 11월 27일 토요일 오후 7시 / 유니버설 아트센터 (당시 리틀 엔젤스 예술회관)
- 사회: 최할리

| 시상 구분               | 수상자                          |
| ----------------------- | ------------------------------- |
| 올해의 뮤직 비디오 대상 | 이승환 - 당부                   |
| 시청자 최고 인기상      | H.O.T. - 아이야!                |
| 남자 솔로 부문          | 이승환 - 당부                   |
| 여자 솔로 부문          | 엄정화 - 몰라                   |
| 그룹 부문               | H.O.T. - 아이야!                |
| 발라드 부문             | 조성모 - For Your Soul          |
| 록 부문                 | 자우림 - 낙화                   |
| 힙합 부문               | 허니패밀리 - 남자 이야기        |
| 댄스 부문               | 이정현 - 와                     |
| 인디 부문               | 노브레인 - 청춘 98              |
| 신인 솔로 부문          | 이정현 - 와                     |
| 신인 그룹 부문          | 팀 - 별                         |
| 팝 부문                 | 리키 마틴 - Livin' La Vida Loca |
| 감독상                  | 홍종호 (H.O.T. - 아이야!)       |

### 2회
- 개최: 2000년 11월 24일 금요일 오후 7시 / 유니버설 아트 센터 (당시 리틀 엔젤스 예술회관)
- 사회: 차태현, 김현주

| 시상 구분                | 수상자                         |
| ------------------------ | ------------------------------ |
| 최우수 작품상            | 조성모 - 아시나요              |
| 최고 인기 뮤직 비디오 상 | H.O.T. - Outside Castle        |
| 남자 솔로 부문           | 신승훈 - 전설 속의 누군가처럼  |
| 여자 솔로 부문           | 박지윤 - 성인식                |
| 남자 그룹 부문           | god - 사랑해 그리고 기억해     |
| 여자 그룹 부문           | 핑클 - Now                     |
| 혼성 그룹 부문           | 샵 - 잘됐어!                   |
| 발라드 부문              | 조성모 - 아시나요              |
| 록 부문                  | 서태지 - 울트라맨이야          |
| R&B 부문                 | 진주 - 가니                    |
| 힙합 부문                | DJ DOC - D.O.C Blues           |
| 댄스 부문                | 클론 - 초련                    |
| 인디 부문                | 크라잉 넛 - 서커스 매직 유랑단 |
| 신인 남자 부문           | 최진영(SKY) - 영원             |
| 신인 여자 부문           | 보아 - ID: Peace B             |
| 신인 그룹 부문           | 샤크라 - 한                    |
| M.net 재팬 뷰어’s 초이스 | 클릭비 - 환영문                |
| 특별상                   | 태진아 - 사랑은 아무나 하나    |
| 감독상                   | 김세훈 (조성모 - 아시나요)     |

### 3회
- 개최: 2001년 11월 23일 금요일 오후 7시 / 유니버설 아트 센터 (당시 리틀 엔젤스 예술회관)
- 사회: 차태현, 송혜교

| 시상 구분                | 수상자                        |
| ------------------------ | ----------------------------- |
| 최우수 작품상            | 왁스 - 화장을 고치고          |
| 최고 인기 뮤직 비디오 상 | god - 거짓말                  |
| 남자 솔로 부문           | 강타 - 북극성                 |
| 여자 솔로 부문           | 김현정 - 떠난 너              |
| 남자 그룹 부문           | 신화 - Wild Eyes              |
| 여자 그룹 부문           | S.E.S. - 꿈을 모아서          |
| 혼성 그룹 부문           | 코요태 - 파란                 |
| 발라드 부문              | 김건모 - 미안해요             |
| 록 부문                  | 자우림 - 파애                 |
| R&B 부문                 | 박진영 - 난 여자가 있는데     |
| 힙합 부문                | 드렁큰 타이거 - Good Life     |
| 댄스 부문                | 유승준 - Wow                  |
| 인디 부문                | 크라잉 넛 - 밤이 깊었네       |
| 신인 남자 부문           | 성시경 - 처음처럼             |
| 신인 여자 부문           | 왁스 - 오빠                   |
| 신인 그룹 부문           | 브라운아이즈 - 벌써 일 년     |
| 아시안 뷰어’s 리퀘스트   | NRG - 비                      |
| 전문심사위원 특별상      | 노브레인 - 해변으로 가요      |
| 외국 음악 부문           | 엔싱크 - Pop                  |
| 감독상                   | 차은택 (왁스 - 화장을 고치고) |
| 공로상                   | 클론                          |

### 4회
- 개최: 2002년 11월 29일 금요일 오후 7시 / 유니버설 아트 센터 (당시 리틀 엔젤스 예술회관)
- 사회: 신동엽, 김정은

| 시상 구분                | 수상자                                         |
| ------------------------ | ---------------------------------------------- |
| 최우수 작품상            | 조PD - My Style                                |
| 최고 인기 뮤직 비디오 상 | 보아 - No.1                                    |
| 남자 솔로 부문           | 성시경 - 우린 제법 잘 어울려요                 |
| 여자 솔로 부문           | 장나라 - Sweet Dream                           |
| 남자 그룹 부문           | 신화 - Perfect Man                             |
| 여자 그룹 부문           | S.E.S. - U                                     |
| 혼성 그룹 부문           | 더 자두 - 대화가 필요해                        |
| 발라드 부문              | 이수영 - 라라라                                |
| 록 부문                  | YB - 사랑 Two                                  |
| R&B 부문                 | 박정현 - 꿈에                                  |
| 힙합 부문                | 리쌍 - Rush                                    |
| 댄스 부문                | 보아 - No.1                                    |
| 인디 부문                | 트랜스픽션 - 내게 돌아와                       |
| 신인 남자 부문           | 비 - 나쁜 남자                                 |
| 신인 여자 부문           | 유미 - 사랑은 언제나 목마르다                  |
| 신인 그룹 부문           | 블랙비트 - In The Sky                          |
| 모바일 인기상            | 장나라 - Sweet Dream                           |
| 네티즌 인기상            | 문희준 - 아낌없이 주는 나무                    |
| 뮤직비디오 파이오니아상  | 이승환 - Inmost                                |
| 전문심사위원 특별상      | 신승훈 - 사랑해도 헤어질 수 있다면...          |
| 감독상                   | 차은택 (신승훈 - 사랑해도 헤어질 수 있다면...) |
| 외국 음악 부문           | 에미넴 - Without Me                            |

### 5회
- 개최: 2003년 11월 27일 목요일 오후 7시 / 경희대학교 평화의 전당
- 사회: 차태현, 성유리

| 시상 구분                | 수상자                            |
| ------------------------ | --------------------------------- |
| 최우수 작품상            | 빅 마마 - Break Away              |
| 최고 인기 뮤직 비디오 상 | 이효리 - 10 Minutes               |
| 남자 솔로 부문           | 휘성 - With Me                    |
| 여자 솔로 부문           | 이수영 - 덩그러니                 |
| 남자 그룹 부문           | 신화 - 너의 결혼식                |
| 여자 그룹 부문           | 쥬얼리 - 니가 참 좋아             |
| 혼성 그룹 부문           | 코요태 - 비상                     |
| 발라드 부문              | 조성모 - 피아노                   |
| 록 부문                  | 체리필터 - 오리 날다              |
| R&B 부문                 | 플라이 투 더 스카이 - Missing You |
| 힙합 부문                | 김진표 - 악으로                   |
| 댄스 부문                | 보아 - 아틀란티스 소녀            |
| 신인 남자 부문           | 세븐 - 와줘...                    |
| 신인 여자 부문           | 마야 - 진달래꽃                   |
| 신인 그룹 부문           | 빅 마마 - Break Away              |
| 모바일 인기상            | 비 - 태양을 피하는 방법           |
| 네티즌 인기상            | 신화 - 너의 결혼식                |
| 외국 음악 부문           | 린킨파크 - Somewhere I Belong     |
| 감독상                   | 장재혁 (쥬얼리 - 니가 참 좋아)    |
| 전문심사위원 특별상      | 조PD - 비밀일기                   |

### 6회
- 개최: 2004년 12월 4일 토요일 오후 7시 / 경희대학교 평화의 전당
- 사회: 신동엽, 김정은

| 시상 구분                     | 수상자                                 |
| ----------------------------- | -------------------------------------- |
| 최우수 작품상                 | 보아 - My Name                         |
| 최고 인기 뮤직 비디오 상      | 비 - It's Raining                      |
| 남자 솔로 부문                | 세븐 - 열정                            |
| 여자 솔로 부문                | 이수영 - 휠릴리                        |
| 남자 그룹 부문                | 신화 - Angel                           |
| 여자 그룹 부문                | 슈가 - Secret                          |
| 혼성 그룹 부문                | 코요태 - 디스코왕                      |
| 발라드 부문                   | 신승훈 - 그런 날이 오겠죠              |
| 록 부문                       | 서태지 - Live Wire                     |
| R&B 부문                      | 휘성 - 불치병                          |
| 힙합 부문                     | 조PD - 친구여 (Feat. 인순이)           |
| 댄스 부문                     | 신화 - Brand New                       |
| 신인 남자 부문                | 이승기 - 내 여자라니까                 |
| 신인 여자 부문                | 춘자 - 가슴이 예뻐야 여자다            |
| 신인 그룹 부문                | 동방신기 - Hug                         |
| 최우수 OST상                  | 조성모 - 너의 곁으로 (파리의 연인 OST) |
| 모바일 인기상                 | 거미 - 기억상실                        |
| 파란상                        | 문희준 - 종이 비행기                   |
| 해외 시청자상                 | 신화 - Brand New                       |
| 심사위원 특별상               | 김윤아 - 야상곡                        |
| Mnet KM PD 선정 특별상        | 듀스                                   |
| 외국 음악 부문                | 어셔 - Yeah                            |
| 베스트 아시아 팝 아티스트     | 언승욱 (F4)                            |
| 베스트 아시아 록 아티스트상   | 각트                                   |
| 베스트 아시아 힙합 아티스트상 | m-flo                                  |
| 감독상                        | 차은택 (이승기 - 내 여자라니까)        |

### 7회
- 개최: 2005년 11월 27일 일요일 오후 7시 / 올림픽공원 체조 경기장
- 사회: 신동엽, 김아중

| 시상 구분                 | 수상자                                           |
| ------------------------- | ------------------------------------------------ |
| 최우수 작품상             | 드렁큰 타이거 - 소외된 모두, 왼발을 한 보 앞으로 |
| 최고 인기 뮤직 비디오 상  | 동방신기 - Rising Sun                            |
| 남자 솔로 부문            | 김종국 - 제자리 걸음                             |
| 여자 솔로 부문            | 보아 - Girls on Top                              |
| 남자 그룹 부문            | SG 워너비 - 죄와 벌                              |
| 여자 그룹 부문            | 쥬얼리 - Superstar                               |
| 혼성 그룹 부문            | 코요태 - 1, 2, 3, 4                              |
| 발라드 부문               | 신혜성 - 같은 생각                               |
| 록 부문                   | 버즈 - 겁쟁이                                    |
| R&B 부문                  | 휘성 - Goodbye Luv                               |
| 힙합 부문                 | 에픽하이 - FLY                                   |
| 댄스 부문                 | 이민우 - BUMP                                    |
| 신인 솔로 부문            | 임정희 - Music is My Life                        |
| 신인 그룹 부문            | SS501 - 경고                                     |
| 뮤직 비디오 연기상        | 류승범 <리쌍 - 내가 웃는게 아니야 M/V>           |
| 최우수 공연 비디오상      | 싸이 - 환희                                      |
| 최우수 OST상              | 클래지콰이 - She is (내 이름은 김삼순 OST)       |
| Mnet 플러스 모바일 인기상 | 동방신기 - Rising Sun                            |
| Gmarket 네티즌 인기상     | 문희준 - 기억이란 작은 마을                      |
| YEPP 디지털 인기상        | MC몽 - 천하무적                                  |
| 해외 시청자상             | 강타 - 가면                                      |
| 기획상                    | 삼성전자 애니콜 <애니모션>                       |
| 감독상                    | 서현승                                           |
| 기술부문 촬영             | 박성일 <자우림 - 청춘예찬>                       |
| 기술부문 편집             | 송걸 <윤도현 - 사랑했나봐>                       |
| 기술부문 특수효과         | FX NINE <클론 - 내 사랑 송이>                    |
| 심사위원 특별상           | 조PD - 나의 옛날 이야기                          |
| Mnet KM 특별 선정상       | S.E.S.                                           |
| 외국 음악 부문            | 블랙 아이드 피스 - Don't Lie                     |

### 8회
- 개최: 2006년 11월 25일 토요일 오후 7시 / 올림픽공원 체조 경기장
- 사회: 신동엽, 김옥빈

| 시상 구분                      | 수상자                                               |
| ------------------------------ | ---------------------------------------------------- |
| 올해의 최고 노래상             | SG 워너비 - 내 사람                                  |
| 올해의 최고 아티스트상         | 동방신기 - O-正.反.合.                               |
| 올해의 최고 앨범상             | SG 워너비 - The 3rd Masterpiece                      |
| 남자 솔로 부문                 | 비 - I'm Coming                                      |
| 여자 솔로 부문                 | 백지영 - 사랑안해                                    |
| 그룹 부문                      | 동방신기 - O-正.反.合.                               |
| 발라드 음악상                  | 이승기 - 하기 힘든 말                                |
| 록 음악상                      | 버즈 - 남자를 몰라                                   |
| R&B 부문                       | 플라이 투 더 스카이 - 남자답게                       |
| 힙합 부문                      | MC몽 - 아이스크림                                    |
| 댄스 부문                      | SS501 - Snow Prince                                  |
| 신인 솔로 부문                 | 장리인 - Timeless (Feat. 김준수)                     |
| 신인 그룹 부문                 | 슈퍼주니어 - U                                       |
| 최우수 OST상                   | 씨야 - 미친 사랑의 노래 (드라마 투명인간 최장수 OST) |
| 뮤직 비디오 남자 연기상        | 이준기 (이수영 - Grace)                              |
| 뮤직 비디오 여자 연기상        | 김지수 (바이브 - 그 남자 그 여자)                    |
| 뮤직 비디오 최우수 작품상      | 싸이 - 연예인                                        |
| 뮤직 비디오 감독상             | 차은택 (이승기 - 하기 힘든 말)                       |
| Mnet 닷컴상                    | 동방신기 - O-正.反.合.                               |
| Mnet 플러스 모바일 인기상      | 동방신기 - O-正.反.合.                               |
| 해외 시청자상                  | 신화                                                 |
| 디지털 인기상                  | SG 워너비 - 내 사람                                  |
| YEPP 네티즌 인기상             | 신화                                                 |
| 올해의 영화상                  | 라디오 스타                                          |
| 아시아 베스트 팝 아티스트상    | w-inds.                                              |
| 외국음악부문 최우수 아티스트상 | 푸시캣 돌스 - Buttons                                |
| 작사상                         | 안영민 <씨야 - 미친 사랑의 노래>                     |
| 작곡상                         | 조영수 <SG 워너비 - 내 사람>                         |
| 편곡상                         | 류재현 <바이브 - 그 남자 그 여자>                    |

### 9회
- 개최: 2007년 11월 17일 토요일 오후 7시 / 서울종합운동장[6]
- 사회: 신동엽, 이다해

| 시상 구분                  | 수상자                              |
| -------------------------- | ----------------------------------- |
| 올해의 노래상              | 빅뱅 - 거짓말                       |
| 올해의 가수상              | 슈퍼주니어                          |
| 올해의 앨범상              | 에픽하이 - Remapping the Human Soul |
| 남자 가수상                | 이승기                              |
| 여자 가수상                | 아이비                              |
| 남자 그룹상                | 빅뱅                                |
| 여자 그룹상                | 씨야                                |
| 혼성 그룹상                | 클래지콰이                          |
| 발라드 음악상              | 양파 - 사랑… 그게 뭔데              |
| 록 음악상                  | 체리필터 - 느껴봐                   |
| 하우스 & 일렉트로닉 음악상 | 클래지콰이 - Lover Boy              |
| 힙합 음악상                | 에픽하이 - FAN                      |
| 댄스 음악상                | 천상지희 더 그레이스 - 한 번 더 OK? |
| R&B Soul 음악상            | SG 워너비                           |
| OST                        | 김아중 - 마리아                     |
| 신인상 솔로                | 윤하                                |
| 신인상 남자 그룹           | FT아일랜드                          |
| 신인상 여자 그룹           | 원더걸스                            |
| 뮤직 비디오 남자 연기상    | 정일우, 백성현                      |
| 뮤직 비디오 작품상         | 다이나믹 듀오 - 출첵                |
| 뮤직 비디오 감독상         | 창                                  |
| 팝 아티스트                | 비욘세                              |
| Mnet 닷컴상                | FT아일랜드 - 사랑앓이               |
| MKMF 헌정상                | 인순이                              |
| 옥션 네티즌 인기상         | 슈퍼주니어 - Don't Don              |
| 모바일 인기상              | 슈퍼주니어 - Don't Don              |
| 해외 시청자상              | 신화 - 예쁘잖아                     |
| 작사상                     | 드렁큰 타이거 - 8:15 Heaven         |
| 작곡상                     | 조영수 (SG 워너비 - 아리랑)         |
| 편곡상                     | 지드래곤(빅뱅) - 거짓말             |

### 10회
- 개최: 2008년 11월 15일 토요일 오후 5시 / 서울종합운동장
- 사회: 비

| 시상 구분                      | 수상자                                              |
| ------------------------------ | --------------------------------------------------- |
| 올해의 노래상                  | 원더걸스 - Nobody                                   |
| 올해의 가수상                  | 빅뱅                                                |
| 올해의 앨범상                  | 동방신기 - Mirotic                                  |
| 뮤직 비디오 작품상             | 원더걸스 - Nobody                                   |
| 남자 그룹상                    | 빅뱅                                                |
| 여자 그룹상                    | 원더걸스                                            |
| 남자 가수상                    | 서태지                                              |
| 여자 가수상                    | 이효리                                              |
| 남자 신인 부문                 | 샤이니                                              |
| 여자 신인 부문                 | 다비치                                              |
| 발라드/R&B 부문                | 브라운아이즈 - 가지 마 가지 마                      |
| 댄스 부문                      | 이효리 - U-GO-Girl (with 낯선)                      |
| 하우스&일렉트로닉 부문         | 쥬얼리 - One More Time                              |
| 힙합 부문                      | 에픽하이 - One (feat. 지선)                         |
| 락 부문                        | 넬 - 기억을 걷는 시간                               |
| OST 부문                       | 김종욱, SG 워너비 - 운명을 거슬러 (에덴의 동쪽 OST) |
| 옥션 네티즌 인기상             | 동방신기                                            |
| 해외 시청자상                  | 동방신기                                            |
| 10주년 기념 M.net KM PD 특별상 | 신승훈                                              |
| 10주년 기념 리멤버상           | H.O.T.                                              |
| 모바일 인기상                  | 동방신기                                            |
| 옥션 스타일상                  | 동방신기                                            |
| 뮤직 포털 엠넷상               | 빅뱅 - 하루하루                                     |
| 디지털 음원상                  | 빅뱅 - 하루하루                                     |
| 뮤직 비디오 감독상             | 장재혁 (원더걸스 - Nobody)                          |
| 올해의 발견상                  | 갤럭시 익스프레스                                   |
| 아시아 뉴 스타상               | 방대동                                              |
| 작사상                         | 김동률 - 다시 시작해 보자                           |
| 작곡상                         | 김종완(넬) - 기억을 걷는 시간                       |
| 편곡상                         | 타블로(에픽하이) - One                              |

### 11회
- 개최: 2009년 11월 21일 토요일 오후 7시 / 잠실실내체육관
- 사회: 타이거 JK

| 시상 구분                 | 수상자                                            |
| ------------------------- | ------------------------------------------------- |
| 올해의 노래상             | 2NE1 - I Don't Care                               |
| 올해의 가수상             | 2PM                                               |
| 올해의 앨범상             | 지드래곤 - Heartbreaker                           |
| 명예의 전당               | 심수봉                                            |
| 남자 가수상               | 드렁큰 타이거                                     |
| 여자 가수상               | 백지영                                            |
| 남자 그룹상               | 2PM                                               |
| 여자 그룹상               | 브라운 아이드 걸스                                |
| 혼성 그룹상               | 8eight                                            |
| 신인상 남자               | 슈프림팀                                          |
| 신인상 여자               | 2NE1                                              |
| 록 음악상                 | 부활 - 생각이 나                                  |
| 힙합 음악상               | 리쌍 - 헤어지지 못하는 여자, 떠나가지 못하는 남자 |
| 발라드/R&B 음악상         | 김태우 - 사랑비                                   |
| 댄스 음악상               | 카라 - Honey                                      |
| 하우스&일렉트로닉 음악상  | 브라운 아이드 걸스 - Abracadabra                  |
| 트롯 음악상               | 홍진영 - 사랑의 배터리                            |
| OST상                     | SS501 - 내 머리가 나빠서 (꽃보다 남자 OST)        |
| 뮤직 비디오 최우수 작품상 | 2NE1 - Fire                                       |
| 디지털 음원상             | 백지영 - 총 맞은 것처럼                           |
| 베스트 아시아 스타상      | 동방신기                                          |
| 월드 베스트 아티스트상    | 푸시캣 돌스                                       |
| 월드 베스트 퍼포먼스상    | 레이디 가가                                       |
| 아시안 레코먼드상 (일본)  | AKB48                                             |
| 아시안 레코먼드상 (중국)  | Lollipop (棒棒堂)                                 |
| 모바일 인기상             | 슈퍼주니어                                        |
| CGV 인기상                | 슈퍼주니어                                        |
| 해외 시청자상             | 슈퍼주니어                                        |
| 뮤직 포털 엠넷상          | 2NE1                                              |
| 뮤직 비디오 감독상        | 홍원기 (서태지 - Juliet)                          |
| 베스트 아시안 작곡가상    | 박진영                                            |
| 작곡상                    | 테디 (2NE1 - Fire, I Don't Care)                  |
| 편곡상                    | 신사동호랭이 (포미닛 - Muzik)                     |
| 작사상                    | 박선주 (바비 킴 - 사랑 그놈)                      |

### 12회
- 개최: 2010년 11월 28일 일요일 오후 7시 / 중국 마카오 베니션 마카오

| 시상 구분                      | 수상자                                |
| ------------------------------ | ------------------------------------- |
| 올해의 노래상                  | 미쓰에이 - Bad Girl Good Girl         |
| 올해의 가수상                  | 2NE1                                  |
| 올해의 앨범상                  | 2NE1 - To Anyone                      |
| 남자 가수상                    | 태양                                  |
| 여자 가수상                    | 보아                                  |
| 남자 그룹상                    | 2PM                                   |
| 여자 그룹상                    | 2NE1                                  |
| 신인상 남자                    | 씨엔블루                              |
| 신인상 여자                    | 미쓰에이                              |
| 베스트 댄스 퍼포먼스 솔로      | 비 - 널 붙잡을 노래                   |
| 베스트 댄스 퍼포먼스 남자 그룹 | 2PM - I'll Be Back                    |
| 베스트 댄스 퍼포먼스 여자 그룹 | 미쓰에이 - Bad Girl Good Girl         |
| 베스트 보컬 퍼포먼스 솔로      | 거미 - 남자라서                       |
| 베스트 보컬 퍼포먼스 그룹      | 2AM - 죽어도 못 보내                  |
| 베스트 밴드 퍼포먼스           | 뜨거운 감자 - 고백                    |
| 베스트 랩 퍼포먼스             | DJ DOC - 나 이런 사람이야             |
| 베스트 콜라보레이션            | 조권&가인 - 우리 사랑하게 됐어요      |
| 베스트 디지털 싱글             | 박봄 - You And I                      |
| 뮤직 비디오 작품상             | 2NE1 - Can't Nobody                   |
| 신라면세점 아시안 웨이브상     | 2PM                                   |
| 베스트 인터내셔널 아티스트상   | 파 이스트 무브먼트                    |
| 베스트 아시아 아티스트상       | 장제                                  |
| 베스트 아시아 남자 그룹상      | CHEMISTRY                             |
| 베스트 팝 아티스트상           | perfume                               |
| 아시아 뉴 아티스트상           | i Me                                  |
| 프로듀서상                     | 싸이 (서인영 - 신데렐라)              |
| 뮤직 비디오 감독상             | 서현승 (2NE1 - Can't Nobody)          |
| 안무상                         | 김화영 (JYP 엔터테인먼트 수석 안무가) |
| 스타일상                       | 양승호 (2NE1 스타일리스트)            |
| 공연상                         | 밸리 록 페스티벌                      |
| 올해의 발견                    | 10cm                                  |
| 성인 음악상                    | 태진아                                |

### 13회
- 개최: 2011년 11월 29일 화요일 오후 7시 / 싱가포르 공화국 싱가포르 실내 체육관
- 사회: 이병헌

| 시상 구분                      | 수상자                                               |
| ------------------------------ | ---------------------------------------------------- |
| 올해의 노래상                  | 2NE1 - 내가 제일 잘 나가                             |
| 올해의 가수상                  | 소녀시대                                             |
| 올해의 앨범상                  | 슈퍼주니어 - Mr. Simple                              |
| 남자 가수상                    | 김현중                                               |
| 여자 가수상                    | 백지영                                               |
| 남자 그룹상                    | 슈퍼주니어                                           |
| 여자 그룹상                    | 소녀시대                                             |
| 신인상 남자                    | 허각                                                 |
| 신인상 여자                    | 에이핑크                                             |
| 베스트 댄스 퍼포먼스 솔로      | 현아 - Bubble Pop!                                   |
| 베스트 댄스 퍼포먼스 남자 그룹 | 비스트 - Fiction                                     |
| 베스트 댄스 퍼포먼스 여자 그룹 | 미쓰에이 - Good-Bye Baby                             |
| 베스트 보컬 퍼포먼스 솔로      | 아이유 - 좋은 날                                     |
| 베스트 보컬 퍼포먼스 그룹      | 2NE1 - Lonely                                        |
| 베스트 밴드 퍼포먼스           | 씨엔블루 - 직감                                      |
| 베스트 랩 퍼포먼스             | 리쌍 - TV를 껐네... (Feat. t윤미래, 권정열 of 10 cm) |
| 베스트 OST                     | 백지영 - 그 여자 (시크릿 가든 OST)                   |
| 베스트 뮤직 비디오             | 빅뱅 - Love Song                                     |
| 핫 아시안 아티스트             | 코다 쿠미                                            |
| 베스트 아시안 뉴 아티스트 솔로 | 웨이 천                                              |
| 베스트 아시안 뉴 아티스트 그룹 | 아지아틱스                                           |
| 베스트 아시안 아티스트 차이나  | 장량잉                                               |
| 싱가포르’s 초이스              | 슈퍼주니어                                           |
| 스타일 인 뮤직                 | 서인영                                               |
| Mnet PD 선정 특별상            | YB                                                   |

### 14회
- 개최: 2012년 11월 30일 금요일 오후 7시 / 홍콩 컨벤션 센터
- 사회: 송중기

| 시상 구분                         | 수상자                                            |
| --------------------------------- | ------------------------------------------------- |
| 올해의 노래상                     | 싸이 - 강남스타일                                 |
| 올해의 가수상                     | 빅뱅                                              |
| 올해의 앨범상                     | 슈퍼주니어 - Sexy, Free & Single                  |
| 남자 가수상                       | 지드래곤                                          |
| 여자 가수상                       | 아이유                                            |
| 남자 그룹상                       | 빅뱅                                              |
| 여자 그룹상                       | 씨스타                                            |
| 신인상 남자                       | 버스커 버스커                                     |
| 신인상 여자                       | 에일리                                            |
| 베스트 댄스 퍼포먼스 솔로         | 싸이 - 강남스타일                                 |
| 베스트 댄스 퍼포먼스 남자 그룹    | 샤이니 - 셜록                                     |
| 베스트 댄스 퍼포먼스 여자 그룹    | f(x) - Electric Shock                             |
| 베스트 보컬 퍼포먼스 솔로         | 케이윌 - 니가 필요해                              |
| 베스트 보컬 퍼포먼스 그룹         | 다비치 - 생각날 거야                              |
| 베스트 밴드 퍼포먼스              | 버스커 버스커 - 벛꽃 엔딩                         |
| 베스트 랩 퍼포먼스                | 에픽하이 - UP                                     |
| 베스트 OST                        | 서인국 & 정은지 - All For You (응답하라 1997 OST) |
| 베스트 뮤직 비디오                | 싸이 - 강남스타일                                 |
| 베스트 콜라보레이션               | 트러블 메이커                                     |
| 베스트 글로벌 남자 그룹           | 슈퍼주니어                                        |
| 베스트 글로벌 여자 그룹           | 카라                                              |
| 베스트 아시안 아티스트            | 왕리홍                                            |
| 베스트 아시안 아티스트 베트남     | 미탐                                              |
| 베스트 아시안 아티스트 차이나     | 리위춘                                            |
| 베스트 아시안 아티스트 재팬       | AKB48                                             |
| 베스트 아시안 아티스트 필리핀     | 사라 헤로니모                                     |
| 베스트 아시안 아티스트 싱가폴     | 타우픽 바티샤                                     |
| 베스트 아시안 아티스트 인도네시아 | 아그네스 모니카                                   |
| 뉴 아시안 아티스트 그룹상         | EXO                                               |
| 뉴 아시안 아티스트 차이나         | 타임즈                                            |
| 뉴 아시안 아티스트 타일랜드       | 나튜                                              |
| 최고의 라인상                     | 슈퍼주니어                                        |
| Mnet PD 선정 특별상               | B.A.P                                             |
| 인터내셔널 페이버리트 아티스트    | 싸이                                              |
| 스타일 인 뮤직                    | 가인                                              |
| 가디언 앤젤 월드와이드 퍼포먼스   | 빅뱅 - BIGBANG ALIVE GALAXY TOUR 2012             |
| TVB’s 초이스                      | 조이 융                                           |

### 15회
- 개최: 2013년 11월 22일 금요일 오후 8시 / 홍콩 아시아 월드 엑스포 아레나
- 사회: 이승기

| 시상 구분                         | 수상자                                |
| --------------------------------- | ------------------------------------- |
| 올해의 노래상                     | 조용필 - Bounce                       |
| 올해의 가수상                     | 지드래곤                              |
| 올해의 앨범상                     | EXO - XOXO                            |
| 남자 가수상                       | 지드래곤                              |
| 여자 가수상                       | 이효리                                |
| 남자 그룹상                       | 인피니트                              |
| 여자 그룹상                       | 소녀시대                              |
| 신인상 남자                       | 로이킴                                |
| 신인상 여자                       | 크레용팝                              |
| 베스트 댄스 퍼포먼스 남자 솔로    | 지드래곤 - 삐딱하게                   |
| 베스트 댄스 퍼포먼스 여자 솔로    | CL - 나쁜 기집애                      |
| 베스트 댄스 퍼포먼스 남자 그룹    | 샤이니 - Dream Girl                   |
| 베스트 댄스 퍼포먼스 여자 그룹    | 씨스타 - Give It To Me                |
| 베스트 보컬 퍼포먼스 남자         | 이승기 - 되돌리다                     |
| 베스트 보컬 퍼포먼스 여자         | 에일리 - U & I                        |
| 베스트 밴드 퍼포먼스              | 버스커 버스커 - 처음엔 사랑이란 게    |
| 베스트 랩 퍼포먼스                | 다이나믹 듀오 - BAAAM                 |
| 베스트 OST                        | 윤미래 - Touch Love (주군의 태양 OST) |
| 베스트 뮤직 비디오                | 지드래곤 - 쿠데타                     |
| 베스트 콘서트 퍼포먼스            | 이승철                                |
| 넥스트 제너레이션 글로벌 스타     | 에이핑크                              |
| 베스트 아시안 아티스트 차이나     | 곽부성                                |
| 베스트 아시안 아티스트 태국       | 도삭싯                                |
| 베스트 아시안 아티스트 인도네시아 | 스매쉬                                |
| 베스트 아시안 아티스트 재팬       | 캬리 파뮤파뮤                         |
| 베스트 아시안 아티스트 싱가폴     | 데렉호                                |
| 베스트 아시안 아티스트 베트남     | 투밍                                  |
| 인터내셔널 페이버리트 아티스트    | 일비스                                |
| 올해의 발견상                     | 배치기                                |
| 스타일 인 뮤직                    | 씨스타                                |
| Sony MDR 월드 와이드 퍼포먼스     | 인피니트                              |
| 뮤직 메이크스 원 앰배서더 어워드  | 스티비 원더                           |
| 레드카펫 특별상                   | 이정현                                |

### 16회
- 개최: 2014년 12월 3일 수요일 오후 8시 / 홍콩 아시아 월드 엑스포 아레나
- 사회: 송승헌

| 시상 구분                         | 수상자                               |
| --------------------------------- | ------------------------------------ |
| 올해의 노래상                     | 태양 - 눈, 코, 입                    |
| 올해의 가수상                     | EXO                                  |
| 올해의 앨범상                     | EXO - 중독                           |
| 남자 가수상                       | 태양                                 |
| 여자 가수상                       | 아이유                               |
| 남자 그룹상                       | EXO                                  |
| 여자 그룹상                       | 씨스타                               |
| 신인상                            | 위너                                 |
| 베스트 댄스 퍼포먼스 솔로         | 선미 - 보름달                        |
| 베스트 댄스 퍼포먼스 남자 그룹    | 인피니트 - Last Romeo                |
| 베스트 댄스 퍼포먼스 여자 그룹    | 걸스데이 - Something                 |
| 베스트 보컬 퍼포먼스 남자         | 태양 - 눈, 코, 입                    |
| 베스트 보컬 퍼포먼스 여자         | 에일리 - 노래가 늘었어               |
| 베스트 밴드 퍼포먼스              | 씨엔블루 - Can't Stop                |
| 베스트 랩 퍼포먼스                | 에픽하이 - 헤픈엔딩                  |
| 베스트 콜라보레이션               | 소유 & 정기고 - 썸                   |
| 베스트 OST                        | 린 - My Destiny (별에서 온 그대 OST) |
| 베스트 뮤직 비디오                | 2PM - 미친 거 아니야                 |
| 베스트 아시안 아티스트 중국       | 진혁신                               |
| 베스트 아시안 아티스트 태국       | 타이태니움                           |
| 베스트 아시안 아티스트 인도네시아 | 라이사                               |
| 베스트 아시안 아티스트 재팬       | 이에이리 레오                        |
| 베스트 아시안 아티스트 싱가폴     | 임준걸                               |
| 베스트 아시안 아티스트 베트남     | 호퀸흐엉                             |
| 페이보릿 뮤직 인 차이나           | 젓가락 형제 - 작은 사과              |
| 인터내셔널 페이보릿 아티스트      | 존 레전드                            |
| 스타일 인 뮤직                    | 정준영                               |
| 베스트 아시안 스타일              | EXO                                  |
| K-POP 팬스 초이스 남자부분        | 인피니트                             |
| K-POP 팬스 초이스 여자부분        | 소녀시대-태티서                      |
| 더 모스트 파퓰러 보컬리스트       | 아이유                               |

### 17회
- 개최: 2015년 12월 2일 수요일 오후 8시 / 홍콩 아시아 월드 엑스포 아레나
- 사회: 싸이

| 시상 구분                             | 수상자                    |
| ------------------------------------- | ------------------------- |
| 올해의 노래상                         | 빅뱅 - 뱅뱅뱅             |
| 올해의 가수상                         | 빅뱅                      |
| 올해의 앨범상                         | EXO - EXODUS              |
| 남자 가수상                           | 박진영                    |
| 여자 가수상                           | 태연                      |
| 남자 그룹상                           | EXO                       |
| 여자 그룹상                           | 소녀시대                  |
| 남자 신인상                           | iKON                      |
| 여자 신인상                           | 트와이스                  |
| 베스트 댄스 퍼포먼스 솔로             | 현아 - 잘나가서 그래      |
| 베스트 댄스 퍼포먼스 남자 그룹        | 샤이니 - View             |
| 베스트 댄스 퍼포먼스 여자 그룹        | 레드벨벳 - Ice Cream Cake |
| 베스트 보컬 퍼포먼스 남자             | 자이언티 - 꺼내 먹어요    |
| 베스트 보컬 퍼포먼스 여자             | 에일리 - 너나 잘해        |
| 베스트 밴드 퍼포먼스                  | 씨엔블루 - 신데렐라       |
| 베스트 랩 퍼포먼스                    | 산이 - Me You             |
| 베스트 콜라보레이션 & 유닛            | 자이언티 & 크러쉬 - 그냥  |
| 베스트 뮤직 비디오                    | 빅뱅 - BAE BAE            |
| 베스트 아시안 아티스트 만다린         | 채의림                    |
| 베스트 아시안 아티스트 일본           | AKB48                     |
| 베스트 아시안 아티스트 태국           | POTATO                    |
| 베스트 아시안 아티스트 베트남         | Đông Nhi                  |
| 베스트 아시안 아티스트 싱가포르       | Stefanie Sun Yanzi        |
| 베스트 아시안 아티스트 인도네시아     | RAN                       |
| 월드와이드 인스피레이션 어워드        | 펫 숍 보이스              |
| 월드 퍼포먼스                         | 방탄소년단                |
| 아이치이 월드와이드 페이보릿 아티스트 | 빅뱅                      |
| K-POP 팬스 초이스 남자부분            | EXO                       |
| K-POP 팬스 초이스 여자부분            | f(x)                      |
| 베스트 아시안 스타일상                | EXO                       |
| 넥스트 제너레이션 아시안 아티스트     | 몬스타엑스                |
| 베스트 프로듀서 (한국)                | 박진영                    |
| 베스트 프로듀서 (중국)                | 가오샤오쑹                |
| 베스트 프로듀서 (베트남)              | 팍보                      |
| 베스트 엔지니어 (한국)                | 고현정                    |
| 베스트 엔지니어 (홍콩, 중국)          | 루포 그로이닉             |
| 베스트 엔지니어 (일본)                | 요시노리 나카야마         |
| 베스트 공연 (한국)                    | 인재진                    |
| 베스트 공연 (중국)                    | 우췬다                    |
| 베스트 공연 (태국)                    | 수띠따빌                  |

### 18회
- 개최: 2016년 12월 2일 금요일 오후 8시 / 홍콩 아시아 월드 엑스포 아레나
- 사회: 이병헌

| 시상 구분                         | 수상자                                     |
| --------------------------------- | ------------------------------------------ |
| 올해의 노래상                     | 트와이스 - CHEER UP                        |
| 올해의 가수상                     | 방탄소년단                                 |
| 올해의 앨범상                     | EXO - EX'ACT                               |
| 남자 가수상                       | 지코                                       |
| 여자 가수상                       | 태연                                       |
| 남자 그룹상                       | EXO                                        |
| 여자 그룹상                       | 트와이스                                   |
| 남자 신인상                       | NCT                                        |
| 여자 신인상                       | 아이오아이                                 |
| 베스트 댄스 퍼포먼스 솔로         | 태민 - Press Your Number                   |
| 베스트 댄스 퍼포먼스 남자 그룹    | 방탄소년단 - 피 땀 눈물                    |
| 베스트 댄스 퍼포먼스 여자 그룹    | 여자친구 - 시간을 달려서                   |
| 베스트 보컬 퍼포먼스 남자 솔로    | 크러쉬 - 잊어버리지마                      |
| 베스트 보컬 퍼포먼스 여자 솔로    | 에일리 - If You                            |
| 베스트 보컬 퍼포먼스 그룹         | 다비치 - 내 옆에 그대인 걸                 |
| 베스트 밴드 퍼포먼스              | 씨엔블루 - 이렇게 예뻤나                   |
| 베스트 랩 퍼포먼스                | 비와이 & 씨잼 - puzzle                     |
| 베스트 콜라보레이션               | 수지&백현 - Dream                          |
| 베스트 OST                        | 이적 - 걱정말아요 그대 (응답하라 1988 OST) |
| 베스트 뮤직 비디오                | 블랙핑크 - 휘파람                          |
| 베스트 아시안 아티스트 중국       | HUA CHENYU                                 |
| 베스트 아시안 아티스트 일본       | SEKAI NO OWARI                             |
| 베스트 아시안 아티스트 태국       | GETSUNAVA                                  |
| 베스트 아시안 아티스트 베트남     | NOO THUOC THINH                            |
| 베스트 아시안 아티스트 싱가포르   | JJ LIN                                     |
| 베스트 아시안 아티스트 인도네시아 | ISYANA SARASVATI                           |
| 베스트 아시안 스타일상            | EXO                                        |
| 월드와이드 페이보릿 아티스트      | GOT7                                       |
| 월드 퍼포먼스                     | 세븐틴                                     |
| 베스트 오브 넥스트                | 몬스타엑스, 블랙핑크                       |
| 가치공로상                        | 퀸시 존스                                  |
| 베스트 인터내셔널 프로듀서        | 팀발랜드                                   |
| 베스트 프로듀서                   | 블랙아이드필승                             |
| 베스트 제작자                     | 방시혁                                     |
| 베스트 엔지니어                   | 타나카 히로노부                            |
| 베스트 비주얼 & 아트디렉터        | 민희진                                     |
| 베스트 안무가                     | J.Da                                       |
| 베스트 공연기획자                 | 히다카 마사히로                            |

### 19회
- 개최: 2017년 11월 25일 토요일 오후 7시 / 베트남 호찌민 시 호아빈 씨어터, 2017년 11월 29일 수요일 오후 7시 / 일본 요코하마시 요코하마 아레나, 2017년 12월 1일 금요일 오후 7시 / 홍콩 아시아 월드 엑스포 아레나
- 사회: 투민, 박보검, 송중기

| 시상 구분                                                | 수상자                                                           |
| -------------------------------------------------------- | ---------------------------------------------------------------- |
| 올해의 노래상                                            | 트와이스 - SIGNAL                                                |
| 올해의 가수상                                            | 방탄소년단                                                       |
| 올해의 앨범상                                            | EXO - The War                                                    |
| 남자 가수상                                              | 지코                                                             |
| 여자 가수상                                              | 아이유                                                           |
| 남자 그룹상                                              | 워너원                                                           |
| 여자 그룹상                                              | 레드벨벳                                                         |
| 남자 신인상                                              | 워너원                                                           |
| 여자 신인상                                              | 프리스틴                                                         |
| 베스트 댄스 퍼포먼스 솔로                                | 태민 - MOVE                                                      |
| 베스트 댄스 퍼포먼스 남자 그룹                           | 세븐틴 - 울고 싶지 않아                                          |
| 베스트 댄스 퍼포먼스 여자 그룹                           | 트와이스 - SIGNAL                                                |
| 베스트 보컬 퍼포먼스 남자 솔로                           | 윤종신 - 좋니                                                    |
| 베스트 보컬 퍼포먼스 여자 솔로                           | 헤이즈 - 비도 오고 그래서                                        |
| 베스트 보컬 퍼포먼스 그룹                                | 볼빨간사춘기 - 좋다고 말해                                       |
| 베스트 밴드 퍼포먼스                                     | 혁오 - TOMBOY                                                    |
| 베스트 힙합 & 어반 뮤직                                  | 헤이즈 - 널 너무 모르고                                          |
| 베스트 콜라보레이션                                      | 다이나믹 듀오 & 첸 - Nosedive                                    |
| 베스트 OST                                               | 에일리 – 첫눈처럼 너에게 가겠다 (쓸쓸하고 찬란하神 - 도깨비 OST) |
| 베스트 뮤직 비디오                                       | 방탄소년단 - 봄날                                                |
| 베스트 아시안 아티스트 중국                              | 모원웨이                                                         |
| 베스트 아시안 아티스트 일본                              | AKB48                                                            |
| 베스트 아시안 아티스트 태국                              | Lula                                                             |
| 베스트 아시안 아티스트 베트남                            | 톡 띠엔                                                          |
| 베스트 아시안 아티스트 싱가포르                          | Aisyah Aziz                                                      |
| 베스트 아시안 아티스트 인도네시아                        | 애그니스 모니카                                                  |
| 베스트 아시안 스타일상 인 재팬                           | EXO-CBX                                                          |
| 베스트 아시안 스타일상 인 홍콩                           | 방탄소년단                                                       |
| 월드와이드 페이보릿 아티스트                             | 세븐틴                                                           |
| 베스트 콘서트 퍼포먼스                                   | 몬스타엑스                                                       |
| 베스트 오브 넥스트                                       | 워너원, 청하                                                     |
| 인스파이어드 어치브먼트                                  | 아키모토 야스시                                                  |
| 디스커버리 오브 더 이어                                  | 뉴이스트W                                                        |
| Mwave global fan choice                                  | EXO                                                              |
| Favorite Vietnamese Artist Presented By Clear & Close up | Sơn Tùng M-TP                                                    |
| Style In Music                                           | 선미                                                             |
| New Asian Artist                                         | NCT 127                                                          |
| 베스트 비주얼 & 아트디렉터                               | Yang                                                             |
| 베스트 안무가                                            | 최영준                                                           |
| 베스트 비디오 디렉터                                     | ATSUSHI MAKINO                                                   |
| 베스트 엔지니어                                          | Dat Nguyen Mihn                                                  |
| 베스트 작곡가                                            | RAISA ANDRIANA & ISYANA SARASVATI                                |
| 베스트 제작자                                            | GEORGE TRIVINO                                                   |
| 베스트 프로듀서                                          | 피독                                                             |

### 20회
- 개최: 2018년 12월 10일 월요일 오후 7시 / 한국 서울특별시 동대문 디자인 플라자, 2018년 12월 12일 수요일 오후 7시 / 일본 사이타마시 사이타마 슈퍼 아레나, 2018년 12월 14일 금요일 오후 7시 / 홍콩 아시아 월드 엑스포 아레나
- 사회: 정해인, 박보검, 송중기

| 시상 구분                      | 수상자                                                                                                  |
| ------------------------------ | --- |
| 올해의 노래상                  | 트와이스 - What Is Love?                                                                                |
| 올해의 가수상                  | 방탄소년단                                                                                              |
| 올해의 앨범상                  | 방탄소년단 - LOVE YOURSELF 轉 'Tear'                                                                    |
| Worldwide Icon of the Year     | 방탄소년단                                                                                              |
| 남자 가수상                    | 로이킴                                                                                                  |
| 여자 가수상                    | 선미 |
| 남자 그룹상                    | 워너원                                                                                                  |
| 여자 그룹상                    | 트와이스                                                                                                |
| 남자 신인상                    | 스트레이 키즈                                                                                           |
| 여자 신인상                    | 아이즈원                                                                                                |
| 베스트 댄스 퍼포먼스 솔로      | 청하 |
| 베스트 댄스 퍼포먼스 남자 그룹 | 세븐틴                                                                                                  |
| 베스트 댄스 퍼포먼스 여자 그룹 | 트와이스                                                                                                |
| 베스트 보컬 퍼포먼스 솔로      | 헤이즈                                                                                                  |
| 베스트 보컬 퍼포먼스 그룹      | iKON |
| 베스트 밴드 퍼포먼스           | 혁오 |
| 베스트 힙합 & 어반 뮤직        | 지코 |
| 베스트 유닛                    | 워너원 - 트리플 포지션                                                                                  |
| 베스트 아시안 아티스트         | DA PUMP(일본), 임준걸(중화권), Peck Palitchoke(태국), Huong Tram(베트남), Afgan(인도네시아)             |
| 뉴 아시안 아티스트             | 아이즈원                                                                                                |
| 베스트 뉴 아시안 아티스트      | 히라가나 케야키자카46(일본), Orange(베트남), The Toys(태국), Dean Ting(중화권), Marion Jola(인도네시아) |
| 페이브릿 댄스 아티스트 남자    | 방탄소년단                                                                                              |
| 페이브릿 댄스 아티스트 여자    | 트와이스                                                                                                |
| 페이버릿 댄스 아티스트 재팬    | 초특급                                                                                                  |
| 페이브릿 보컬 아티스트         | 마마무                                                                                                  |
| 페이브릿 뮤직비디오            | 방탄소년단 - IDOL                                                                                       |
| 글로벌 TOP10 Fans' Choice      | 방탄소년단, 마마무, 트와이스, GOT7, 블랙핑크, 워너원, 뉴이스트W, 세븐틴, 몬스타엑스, NCT 127            |
| 베스트 프로듀서                | 피독 |
| 베스트 제작자                  | 방시혁                                                                                                  |
| 베스트 엔지니어                | LalellmaNino & Java Finger                                                                              |
| 베스트 비주얼 & 아트디렉터     | 무이(MU:E)                                                                                              |
| 베스트 안무가                  | 손성득                                                                                                  |
| 베스트 작곡가                  | Deanfluenza (딘)                                                                                        |
| 베스트 비디오 디렉터           | Lo Ging-zim                                                                                             |
| Tik Tok 베스트 뮤직 비디오     | 방탄소년단 - IDOL                                                                                       |
| Tik Tok Most Popular Artist    | GOT7 |
| 베스트 OST                     | 세븐틴 - A-TEEN                                                                                         |
| 베스트 오브 넥스트             | (여자)아이들                                                                                            |
| DDP BEST TREND                 | 워너원                                                                                                  |
| KISSME 스타일 인 뮤직          | 몬스타엑스                                                                                              |
| M-WAVE 글로벌 초이스           | 방탄소년단                                                                                              |
| 인피스레이션 어워드            | 자넷 잭슨                                                                                               |
| 베스트 아시안 스타일           | 방탄소년단                                                                                              |
| 올해의 발견                    | 모모랜드                                                                                                |

### 21회
- 개최: 2019년 12월 4일 수요일 오후 7시 / 일본 나고야시 나고야돔
- 사회: 박보검

| 시상 구분                     | 수상자                                                       |
| ----------------------------- | ------------------------------------------------------------ |
| 올해의 노래상                 | 방탄소년단 - 작은 것들을 위한 시                             |
| 올해의 가수상                 | 방탄소년단                                                   |
| 올해의 앨범상                 | 방탄소년단 - MAP OF THE SOUL : PERSONA                       |
| Worldwide Icon of the Year    | 방탄소년단                                                   |
| 남자 가수상                   | 백현                                                         |
| 여자 가수상                   | 청하                                                         |
| 남자 그룹상                   | 방탄소년단                                                   |
| 여자 그룹상                   | 트와이스                                                     |
| 남자 신인상                   | TOMORROW X TOGETHER                                          |
| 여자 신인상                   | ITZY                                                         |
| 베스트 댄스 퍼포먼스 솔로     | 청하 - 벌써 12시                                             |
| 베스트 댄스 퍼포먼스 남자그룹 | 방탄소년단 - 작은 것들을 위한 시                             |
| 베스트 댄스 퍼포먼스 여자그룹 | 트와이스 - Fancy                                             |
| 베스트 보컬 퍼포먼스 솔로     | 태연 - 사계                                                  |
| 베스트 보컬 퍼포먼스 그룹     | 볼빨간사춘기 - 나만, 봄                                      |
| 베스트 밴드 퍼포먼스          | 잔나비 - 주저하는 연인들을 위해                              |
| 베스트 힙합 & 어반 뮤직       | 헤이즈 - She's Fine                                          |
| 베스트 컬래버레이션           | 이소라 - 신청곡 (Feat. SUGA of BTS)                          |
| 베스트 OST                    | 거미 - 기억해줘요 내 모든 날과 그때를 (from 《호텔 델루나》) |
| 베스트 뮤직비디오             | 방탄소년단 - 작은 것들을 위한 시                             |
| International Favorite Artist | Dua Lipa                                                     |

### 22회
- 개최: 2020년 12월 6일 일요일 오후 6시 / 경기도 파주시 CJ E&M 콘텐츠 월드
- 사회: 송중기

| 시상 구분                       | 수상자                                                                                        |
| ------------------------------- | --------------------------------------------------------------------------------------------- |
| 올해의 노래상                   | 방탄소년단 - Dynamite                                                                         |
| 올해의 가수상                   | 방탄소년단                                                                                    |
| 올해의 앨범상                   | 방탄소년단 - MAP OF THE SOUL : 7                                                              |
| Worldwide Icon of the Year      | 방탄소년단                                                                                    |
| 남자 가수상                     | 백현                                                                                          |
| 여자 가수상                     | 아이유                                                                                        |
| 남자 그룹상                     | 방탄소년단                                                                                    |
| 여자 그룹상                     | 블랙핑크                                                                                      |
| 남자 신인상                     | 트레저                                                                                        |
| 여자 신인상                     | 위클리                                                                                        |
| 베스트 솔로 퍼포먼스            | 화사 - maria                                                                                  |
| 베스트 댄스 퍼포먼스 남자그룹   | 방탄소년단 - Dynamite                                                                         |
| 베스트 댄스 퍼포먼스 여자그룹   | 블랙핑크 - How You Like That                                                                  |
| 베스트 보컬 퍼포먼스 솔로       | 아이유 - Blueming                                                                             |
| 베스트 보컬 퍼포먼스 그룹       | 마마무 - HIP                                                                                  |
| 베스트 밴드 퍼포먼스            | DAY6 - Zombie                                                                                 |
| 베스트 힙합 & 어반뮤직          | 지코 - 아무노래                                                                               |
| 베스트 뮤직비디오               | 방탄소년단 - Dynamite                                                                         |
| 베스트 스테이지                 | 몬스타엑스                                                                                    |
| 베스트 오브 넥스트              | 크래비티                                                                                      |
| 베스트 콜라보레이션             | 아이유 - 에잇(Prod&feat)SUGA of BTS                                                           |
| 베스트 OST                      | 가호 - 시작(이태원 클라쓰OST)                                                                 |
| WORLDWIDR FAN'S CHOCICE         | NCT, 트레저, TOMORROW X TOGETHER, GOT7, 에이티즈, 세븐틴, 마마무, TWICE, 방탄소년단, 블랙핑크 |
| 올해의 발견                     | 에이티즈                                                                                      |
| 글로벌 페이보릿 퍼포머          | 세븐틴                                                                                        |
| 페이보릿 남자그룹               | NCT                                                                                           |
| 페이보릿 여자그룹               | IZ*ONE                                                                                        |
| 페이보릿 댄스 퍼포먼스 그룹     | TOMORROW X TOGETHER - 세계가 불타버린 우린...(Can you see me?)                                |
| 페이보릿 댄스 퍼포먼스 남자솔로 | 태민 - criminal                                                                               |
| 페이보릿 댄스 퍼포먼스 여자솔로 | 제시 - 눈누난나                                                                               |

### 23회
- 개최: 2021년 12월 11일 토요일 오후 6시 / 경기도 파주시 CJ E&M 콘텐츠 월드
- 사회: 이효리

| 시상 구분                            | 수상자                                                                                                  |
| ------------------------------------ | --- |
| TikTok 올해의 노래상                 | 방탄소년단                                                                                              |
| TikTok 올해의 가수상                 | 방탄소년단 - 《Butter》                                                                                 |
| TikTok 올해의 앨범상                 | 방탄소년단 - 《BE》                                                                                     |
| Worldwide Icon of the Year           | 방탄소년단                                                                                              |
| 남자 그룹상                          | 방탄소년단                                                                                              |
| 여자 그룹상                          | TWICE                                                                                                   |
| 남자 가수상                          | 백현 |
| 여자 가수상                          | 아이유                                                                                                  |
| 남자 신인상                          | ENHYPEN                                                                                                 |
| 여자 신인상                          | aespa                                                                                                   |
| WORLDWIDE FANS' CHOICE TOP 10        | 방탄소년단, ENHYPEN, 리사, NCT 127, NCT DREAM, 세븐틴, 스트레이 키즈, 투모로우바이투게더, 트레져, TWICE |
| 베스트 댄스 퍼포먼스 솔로            | 로제 - 《On The Ground》                                                                                |
| 베스트 댄스 퍼포먼스 남자그룹        | 방탄소년단 - 《Butter》                                                                                 |
| 베스트 댄스 퍼포먼스 여자그룹        | aespa - 《Next Level》                                                                                  |
| 베스트 보컬 퍼포먼스                 | 아이유 - 《Celebrity》                                                                                  |
| 베스트 밴드 퍼포먼스                 | 잔나비 - 《가을밤에 든 생각》                                                                           |
| 베스트 힙합 & 어반 뮤직              | 애쉬 아일랜드 - 《멜로디》                                                                              |
| 베스트 컬래버레이션                  | AKMU - 《낙하 (with 아이유)》                                                                           |
| 베스트 OST                           | 조정석 - 《좋아좋아》                                                                                   |
| KTO 브레이크아웃 아티스트            | 브레이브걸스                                                                                            |
| TikTok 페이보릿 모먼트               | 방탄소년단                                                                                              |
| 베스트 뮤직비디오                    | 방탄소년단 - 《Butter》                                                                                 |
| 페이보릿 인터내셔널 아티스트         | Ed Sheeran                                                                                              |
| 페이보릿 아시안 아티스트             | INI |
| 베스트 아시안 아티스트 재팬          | JO1 |
| 베스트 아시안 아티스트 만다린        | Accusefive                                                                                              |
| 베스트 아시안 아티스트 타일랜드      | Tilly Birds                                                                                             |
| 베스트 아시안 아티스트 인도네시아    | Anneth                                                                                                  |
| 베스트 아시안 아티스트 베트남        | QUAN A.P                                                                                                |
| 베스트 뉴 아시안 아티스트 재팬       | Ado |
| 베스트 뉴 아시안 아티스트 만다린     | Anson Lo                                                                                                |
| 베스트 뉴 아시안 아티스트 타일랜드   | SPRITE X GUYGEEGEE                                                                                      |
| 베스트 뉴 아시안 아티스트 인도네시아 | Lyodra                                                                                                  |
| 베스트 뉴 아시안 아티스트 베트남     | Hoang Duyen                                                                                             |

### 24회
- 개최: 2022년 11월 29일 ~ 2022년 11월 30일 화~수요일 오후 6시 / 일본 오사카시 오사카 돔
- 사회: 전소미, 박보검

| 시상 구분                         | 수상자                                                                                                  |
| --------------------------------- | --- |
| MAMA Platinum                     | 방탄소년단                                                                                              |
| Yogibo 올해의 노래상              | IVE - 《LOVE DIVE》                                                                                     |
| Yogibo 올해의 가수상              | 방탄소년단                                                                                              |
| Yogibo 올해의 앨범상              | 방탄소년단 - 《Proof》                                                                                  |
| Yogibo Worldwide Icon of the Year | 방탄소년단                                                                                              |
| 남자 그룹상                       | 방탄소년단                                                                                              |
| 여자 그룹상                       | 블랙핑크                                                                                                |
| 남자 가수상                       | 임영웅                                                                                                  |
| 여자 가수상                       | 나연(TWICE)                                                                                             |
| 남자 신인상                       | Xdinary Heroes                                                                                          |
| 여자 신인상                       | IVE |
| WORLDWIDE FANS' CHOICE TOP 10     | 스트레이 키즈, 세븐틴, 트레저, 투모로우바이투게더, GOT7, 싸이, NCT DREAM, ENHYPEN, 방탄소년단, 블랙핑크 |
| 베스트 댄스 퍼포먼스 솔로         | 싸이 - 《That That》                                                                                    |
| 베스트 댄스 퍼포먼스 남자그룹     | 세븐틴 - 《HOT》                                                                                        |
| 베스트 댄스 퍼포먼스 여자그룹     | IVE - 《Love Dive》                                                                                     |
| 베스트 보컬 퍼포먼스 솔로         | 태연 -《INVU》                                                                                          |
| 베스트 보컬 퍼포먼스 그룹         | 빅뱅 - 《봄여름가을겨울》                                                                               |
| 베스트 밴드 퍼포먼스              | Xdinary Heroes -《Happy Death Day 》                                                                    |
| 베스트 힙합 & 어반 뮤직           | 박재범 - 《GANADARA (Feat.아이유)》                                                                     |
| 베스트 컬래버레이션               | 싸이 - 《That That》                                                                                    |
| 베스트 OST                        | 멜로망스 – 사랑인가 봐(사내 맞선 OST)                                                                   |
| 베스트 뮤직비디오                 | 블랙핑크 – 《Pink Venom》                                                                               |
| 페이보릿 뉴 아티스트              | IVE, NMIXX, LE SSERAFIM, Kep1er                                                                         |
| 페이보릿 아시안 아티스트          | JO1 |
| 페이보릿 여자 그룹                | (여자)아이들                                                                                            |
| Yogibo 칠 아티스트상              | 스트레이 키즈                                                                                           |
| 비비고 컬쳐 앤 스타일상           | 제이홉                                                                                                  |
| 인스파이어링 어치브먼트           | 자우림                                                                                                  |
| 글로벌 뮤직 트렌드 리더           | 지코 |
| 더 모스트 파퓰러 남성 아티스트    | 제이홉                                                                                                  |
| 더 모스트 파퓰러 그룹             | 스트레이 키즈                                                                                           |
| 브레이크아웃 프로듀서             | 민희진                                                                                                  |

### 25회
- 개최: 2023년 11월 28일 ~ 2023년 11월 29일 화~수요일 오후 6시 / 일본 도쿄도 도쿄 돔
- 사회: 전소미, 박보검

| 시상 구분                                 | 수상자 |
| ----------------------------------------- | --- |
| Samsung Galaxy 올해의 노래상              | NewJeans -《Ditto》                                                                                              |
| Samsung Galaxy 올해의 가수상              | NewJeans |
| Samsung Galaxy 올해의 앨범상              | 세븐틴 -《FML》                                                                                                  |
| Samsung Galaxy Worldwide Icon of the Year | 방탄소년단 |
| 남자 그룹상                               | 세븐틴 |
| 여자 그룹상                               | NewJeans |
| 남자 가수상                               | 지민 |
| 여자 가수상                               | 지수 |
| 남자 신인상                               | 제로베이스원 |
| 여자 신인상                               | tripleS |
| WORLDWIDE FANS' CHOICE TOP 10             | 투모로우바이투게더, 방탄소년단, 제로베이스원, ENHYPEN, 임영웅, 에이티즈, NCT DREAM, Stray Kids, 세븐틴, 트와이스 |
| 베스트 댄스 퍼포먼스 남자 그룹            | 세븐틴 - 《손오공 (Super)》                                                                                      |
| 베스트 댄스 퍼포먼스 여자그룹             | NewJeans -《Ditto》                                                                                              |
| 베스트 댄스 퍼포먼스 남자 솔로            | 정국 -《Seven》                                                                                                  |
| 베스트 댄스 퍼포먼스 여자 솔로            | 지수 -《꽃 (FLOWER)》                                                                                            |
| 베스트 보컬 퍼포먼스 그룹                 | AKMU - 《Love Lee》                                                                                              |
| 베스트 힙합 & 어반 뮤직                   | 슈가 - 《사람 Pt.2 (feat.아이유)》                                                                               |
| 베스트 콜라보레이션                       | 정국 - 《Seven》                                                                                                 |
| 베스트 뮤직비디오                         | 지수 -《꽃 (FLOWER)》                                                                                            |
| 베스트 OST                                | 방탄소년단 - 《The Planet》                                                                                      |
| 페이보릿 댄스 퍼포먼스 남자 그룹          | 트레저 |
| 페이보릿 댄스 퍼포먼스 여자 그룹          | LE SSERAFIM |
| 페이보릿 글로벌 퍼포머 남자 그룹          | 에이티즈 |
| 페이보릿 글로벌 퍼포머 여자 그룹          | (여자)아이들 |
| 페이보릿 아시안 남자 그룹                 | INI |
| 페이보릿 아시안 여자 그룹                 | 케플러 |
| 페이보릿 뉴 아티스트                      | 라이즈, 제로베이스원                                                                                             |
| 페이보릿 인터내셔널 아티스트              | YOSHIKI |
| 비비고 Culture & Style                    | 스트릿 우먼 파이터2, 세븐틴                                                                                      |
| Galaxy Neo Flip Artist                    | 트레저 |
| Inspiring Achievement                     | 동방신기 |

### 26회
- 개최: 2024년 11월 21일 목요일 오후 12시 / 미국 로스앤젤레스 돌비극장, 2024년 11월 22일 ~ 2024년 11월 23일 금요일 오후 18시, 토요일 오후 15시 / 일본 오사카시 오사카 돔
- 사회: 박보검, 김태리

| 시상 구분                           | 수상자                                                                                       |
| ----------------------------------- | -------------------------------------------------------------------------------------------- |
| Visa 올해의 가수상                  | 세븐틴                                                                                       |
| Visa 올해의 노래상                  | aespa -《Supernova》                                                                         |
| Visa 올해의 앨범상                  | 세븐틴 - 《SEVENTEENTH HEAVEN》                                                              |
| Visa 올해의 팬스 초이스 of the Year | 지민                                                                                         |
| 남자 그룹상                         | 세븐틴                                                                                       |
| 여자 그룹상                         | aespa                                                                                        |
| 남자 가수상                         | 정국                                                                                         |
| 여자 가수상                         | 아이유                                                                                       |
| 남자 신인상                         | TWS                                                                                          |
| 여자 신인상                         | 아일릿                                                                                       |
| 베스트 댄스 퍼포먼스 남자 그룹      | TWS -《Plot Twist》                                                                          |
| 베스트 댄스 퍼포먼스 여자그룹       | aespa -《Supernova》                                                                         |
| 베스트 보컬 퍼포먼스 솔로           | 비비 -《Bam Yang Gang》                                                                      |
| 베스트 보컬 퍼포먼스 그룹           | (여자)아이들 -《Fate》                                                                       |
| 베스트 댄스 퍼포먼스 남자 솔로      | 정국 -《Standing Next to You》                                                               |
| 베스트 댄스 퍼포먼스 여자 솔로      | 제니 -《You & Me》                                                                           |
| 베스트 OST                          | Crush -《미안해 미워해 사랑해》                                                              |
| 베스트 밴드 퍼포먼스                | QWER -《고민중독》                                                                           |
| 베스트 랩 & 힙합 퍼포먼스           | 지코 -《SPOT!》                                                                              |
| 베스트 컬래버레이션                 | 지코 -《SPOT!》                                                                              |
| 베스트 뮤직비디오                   | aespa -《Armageddon》                                                                        |
| 베스트 코레오그래피                 | aespa -《Supernova》                                                                         |
| 팬스 초이스 TOP 10 여자부문         | aespa, IVE, (여자)아이들, 베이비몬스터, 아이유, 제니, 이영지, NewJeans, 유니스, 트와이스     |
| 팬스 초이스 TOP 10 남자부문         | 지민, NCT DREAM, 정국, 제로베이스원, 투모로우바이투게더, RM, 뷔, Stray Kids, 세븐틴, ENHYPEN |
| 페이보릿 라이징 아티스트            | MEOVV                                                                                        |
| 페이보릿 뉴 아시안 아티스트         | ME:I                                                                                         |
| 페이보릿 남자 그룹                  | 트레저                                                                                       |
| 페이보릿 여자 그룹                  | -                                                                                            |
| 페이보릿 아시안 아티스트            | INI                                                                                          |
| 페이보릿 댄스 퍼포먼스 그룹         | BOYNEXTDOOR                                                                                  |
| 페이보릿 글로벌 퍼포머 남자         | RIIZE                                                                                        |
| 페이보릿 글로벌 퍼포머 여자         | IVE                                                                                          |
| 페이보릿 글로벌 트렌딩 뮤직         | 변우석                                                                                       |
| 인스파이어링 어취브먼트             | 박진영                                                                                       |
| 뮤직 비저너리 오브 더 이어          | 지드래곤                                                                                     |
| 폰타 패스 글로벌 페이보릿 아티스트  | 투모로우바이투게더                                                                           |
| OLIVE YOUNG K-BEAUTY STAR IN MUSIC  | 이영지                                                                                       |
| 월드와이드 KCONer's 초이스          | 제로베이스원                                                                                 |
| CJ 글로벌 퍼포먼스                  | IVE, 제로베이스원                                                                            |
| 글로벌 센세이션                     | 로제 & 브루노 마스                                                                           |
| Visa Super Stage                    | 세븐틴                                                                                       |

### 27회
- 개최: 2025년 11월 28일 ~ 2025년 11월 29일 / 홍콩 카이탁 스타디움
- 사회:

| 시상 구분 | 수상자 |
| --------- | ------ |

## 최다 수상자
역대 최다 수상자는 방탄소년단으로 47회 수상을 했다. 그 뒤를 EXO(17회), 트와이스(16회), 세븐틴(15회), 빅뱅(14회), 동방신기(14회), 슈퍼주니어(13회), 신화(10회), 2NE1(10회)이 따르고 있으며, 최다 대상 수상자는 방탄소년단으로 21회 수상을 했다. 그 뒤를 EXO(6회), 빅뱅(5회), 2NE1(4회), 동방신기(3회), 슈퍼주니어(3회), 트와이스(3회)가 따르고 있다. 부문별 최다 연속 수상자는 에일리로 베스트 보컬 퍼포먼스 여자 부문을 4회(2013, 2014, 2015, 2016) 연속 수상하였다. 최다 연속 대상 수상자는 EXO와 방탄소년단으로 엑소는 올해의 앨범상을 5회(2013, 2014, 2015, 2016, 2017) 연속 수상하였고, 방탄소년단은 올해의 앨범상을 5회(2018, 2019, 2020, 2021, 2022), 올해의 가수상을 7회(2016, 2017, 2018, 2019, 2020, 2021, 2022), 올해의 월드와이드 아이콘상을 6회(2018, 2019, 2020, 2021, 2022, 2023) 연속 수상하였다.

### 최다 대상 수상자
| 수상 횟수 | 수상자                         |
| --------- | ------------------------------ |
| 21회      | 방탄소년단                     |
| 6회       | EXO                            |
| 5회       | 빅뱅                           |
| 4회       | 2NE1                           |
| 3회       | 동방신기, 슈퍼주니어, 트와이스 |

### 최다 수상자
| 수상 횟수 | 수상자                                                          |
| --------- | --------------------------------------------------------------- |
| 47회      | 방탄소년단                                                      |
| 17회      | EXO                                                             |
| 16회      | 트와이스                                                        |
| 15회      | 세븐틴                                                          |
| 14회      | 빅뱅, 동방신기                                                  |
| 13회      | 슈퍼주니어                                                      |
| 10회      | 신화, 2NE1                                                      |
| 7회       | 싸이, 보아, 지드래곤, 워너원                                    |
| 6회       | SG워너비, 에일리                                                |
| 5회       | 소녀시대, 백지영, 비, 에픽하이, 2PM, 씨엔블루, 몬스타엑스, GOT7 |

## 논란
- 나눠 주기 식의 시상과 일부 연예 기획사 차별적 수상 논란으로 매년 시상식이 개최될 때마다 공정성 논란이 일었다.
- 손담비 외 몇몇 아티스트 등이 소속된 플레디스 엔터테인먼트와 장윤정, 박현빈 외 인우기획[12] 소속 가수들과 소녀시대 등 SM 엔터테인먼트 소속 가수들이 후보선정을 문제 삼아 출연을 불매동맹 선언하였으며, 손담비, SS501 등 대형 가수들이 불참 선언을 하게 된다. 한편 전 (前) 동방신기 멤버 3인(김재중, 김준수, 박유천)이 소속사인 SM과 상관없이 독자적으로 연예활동을 할 수 있다는 서울중앙지방법원의 판결에 따라 SM의 보이콧에 상관없이 시상식에 참석하게 되었다. 그리고 한국 비하 논란이 되었던 박재범이 2PM 섭외로 시상식에 참석했다. 그리고 2009 엠넷 아시안 뮤직 어워드에서 보이콧한 SM 엔터테인먼트에게 본상을 슈퍼주니어(모바일 인기상, CJ CGV 인기상, 해외 시청자상 수상)를 제외하고는 수상하지 못하고 기타 플레디스의 소속의 가수들과 인우기획의 가수와 불참한 SS501은 상을 OST상을 제외하고 본상을 받지 못해, 공정성 논란이 일어났다.
- 공식 명칭이 "엠넷 아시안 뮤직 어워드"로 바꾸었지만 지난 2008년의 "MKMF"와 같이 한국 가수 위주로 행위 예술과 수상을 하여서 "아시아의 대표 음악시상식'이라는 표어를 무색하게 해서 아시아의 대표 음악 시상식이 아니고 한국가수 위주의 시상식이 아니냐는 논란이 일어났다.
- 2009년의 엠넷 아시안 뮤직 어워드에서는 SM 엔터테인먼트, 인우기획, 플레디스 등의 가수들을 차별하였지만 엠넷과 관련된 서인국과 DSP 미디어, YG엔터테인먼트 등의 가수들은 우대하여 공정성 논란이 일어났다.
- 2010년에는 SM 소속 가수와 이효리, 손담비, 비, 카라, 2AM 등 가수들이 지상파 출연 관계로 불참하였다.[13]
- 2012년에는 병역기피 논란으로 우리나라에 입국금지 대상이였던 유승준이 국내에 중계되는 방송 출연을 하자 시청자들로부터 비난을 샀다.
- 2013년에는 장현승과 김현아만 출연하고 비스트 멤버 5명과 포미닛 멤버 4명이 불참했다.
- 2014년에는 걸스데이가 참석한 가운데 같은 소속사이자 드림티엔터테인먼트의 소속인 인피니티소드의 7명 멤버들이 첫 번째 월드투어를 하기 위해 불참했다.
- 2015년 엠넷 아시안 뮤직 어워드에는 SM 엔터테인먼트 소속가수들도 초대를 받았으나, 고르게 분배되지 않은 공연시간과 주최측의 원활하지 못한 진행으로 인해 예정 된 공연이 1시간 지체되면서 소속가수들의 항공편이 늦춰져 논란이 된 바 있다.[14]
- 2017년 사전 온라인 투표 과정에서 부정 투표가 발견돼 엠넷 측에서 전수 조사를 벌인 뒤 부정 투표로 확인된 표들을 모두 삭제하고, 부정 투표에 가담한 IP는 차단하였다. 그러나 해당연도에는 투표와는 별개로 상을 특정 가수에게 나눠주기식으로 시상해 반발을 샀다.

## 방송
- Mnet 현지 생방송
- Mnet Japan, Mnet America, tvN Asia, 일본, 중국, 태국, 홍콩, 대만, 싱가포르, 말레이시아, 인도네시아 등 아시아 전역 생방송
- mwave.interest.me, 곰TV, 티빙, 아시아권 전 사이트 Onair 생방송
- tvN[15], OGN, Olive, tvN SHOW 생방송

## 수상
- 2007년 제1회 케이블TV 방송대상 금상

## 타이틀 변천사
현재 타이틀은 2022년을 기준으로 한다.
| 역대 (대수) | 타이틀                              | 방송 기간       |
| ----------- | ----------------------------------- | --------------- |
| 1대         | Mnet Video Music Awards             | 1999년          |
| 2대         | Mnet Music Video Festival (MMF)     | 2000년 ~ 2003년 |
| 3대         | Mnet KM Music Video Festival (MKMF) | 2004년 ~ 2005년 |
| 4대         | Mnet KM Music Festival (MKMF)       | 2006년 ~ 2008년 |
| 5대         | Mnet Asian Music Awards (MAMA)      | 2009년 ~ 2021년 |
| 6대         | MAMA Awards                         | 2022년 ~ 현재   |

## 시청률
| 년차 (회차) | 회차 | 방송일자        | AGB 시청률 | TNmS 시청률 | TNmS 시청률 | TNmS 시청률 | TNmS 시청률 | TNmS 시청률 | TNmS 시청률 | TNmS 시청률 | TNmS 시청률 |
| 년차 (회차) | 회차 | 방송일자        | tvN        | tvN         | Mnet        | On Style    | OGN         | O`live      | XTM         | 전 채널     | 최고        |
| ----------- | ---- | --------------- | ---------- | ----------- | ----------- | ----------- | ----------- | ----------- | ----------- | ----------- | ----------- |
| 2015 (17회) | 1화  | 2015년 12월 2일 | %          | 1.4%        | 0.8%        | 0.6%        | 0.3%        | 0.3%        | 0.1%        | 3.2%        | 3.4%        |
| 2015 (17회) | 2화  | 2015년 12월 2일 | 1.758%     | 1.4%        | 0.8%        | 0.6%        | 0.3%        | 0.3%        | 0.1%        | 3.2%        | 4.6%        |
| 2015 (17회) | 3화  | 2015년 12월 2일 | 1.473%     | 1.4%        | 0.8%        | 0.6%        | 0.3%        | 0.3%        | 0.1%        | 3.2%        | 3.0%        |

## 같이 보기
- 골든 디스크
- 멜론 뮤직 어워드
- 하이원 서울가요대상
- 한국대중음악상
- 가온차트 뮤직 어워즈
- 아시아 아티스트 어워즈
- 소리바다 베스트 케이뮤직 어워즈
- 지니 뮤직 어워드
- 더 팩트 뮤직 어워즈
- KPMA